# スナフキンの手紙
『スナフキンの手紙』（スナフキンのてがみ）は、鴻上尚史の戯曲。1995年度第39回岸田國士戯曲賞受賞作。1994年7月に鴻上の主宰する劇団・第三舞台により鴻上演出の下、池田成志らの出演で天王洲アートスフィア・近鉄劇場にて初演された。

## 内容
1960年代に連合赤軍による革命が成功したという設定の、一種のパラレルワールドにある1990年代の日本を舞台にしている。この日本では、「在日外国人同盟」「おたく主義者同盟」「帰国子女戦線」「花嫁戦線平凡派」といった、それぞれ利害を別にするさまざまな集団が対立し絶えず抗争を行っている。こうした集団を取り締まろうとする政府軍の長官後藤田をはじめとして、彼の上司や部下、ゲリラ的活動を行っているアイドルやそのマネージャー、自殺コンサルタントといった面々によって劇が進行する。しかし潜入捜査が進むにつれて、政府軍に所属している後藤田たちもそれぞれ各集団の所属者であることがあきらかになっていき、ドタバタ的な様相を呈してゆく。

## 補足
鴻上によれば、雑誌連載で「読者の出せなかったラブレターを供養する」という企画をやっていた際に、寄せられた大量のラブレターを読みながら「そんなに簡単に『語られない言葉』を作ってどうする」「問題はこの後じゃないか。あなたが素直になり、心の中の言葉を語り、したいようにした時に、初めて、『語られない言葉』が生まれるんじゃないか」という意識を抱くようになったことで、「本当の『語られない言葉』は、戦いの後に生まれると思っているのです」との思いから本作の執筆に至った。そして『ファントム・ペイン』（2001年上演）が本作の続編であるとしている。